# 卧云石
31°34′48″N 120°15′51″E / 31.57987°N 120.26426°E
卧云石，位于中华人民共和国江苏省无锡市梁溪区惠山街道惠泉山社居委锡惠公园内，是一处天然遗址、无锡市文物保护单位。

## 特点
卧云石为长方形的天然巨石，在惠山黄公涧，长1.95米、宽1.15米、高1.07米。上刻楷书“卧云”二字，为明朝正德南京礼部尚书邵宝所书，以纪念其友、惠山寺住持圆显。1956年，在石旁建三角亭观赏处。1983年，无锡市人民政府公布其为无锡市级文物保护单位。

## 相关
- 听松石床
- 春申涧坊